# Tom Wheatcroft
Frederick Bernard « Tom » Wheatcroft, né le 8 mai 1922, mort le 31 octobre 2009, est un homme d'affaires anglais qui fit fortune dans la construction. Né à Castle Donington, Wheatcroft vécut toute sa vie dans un rayon de 50 km autour de son village natal. Il possédait une fortune estimée à 120 millions de livres sterling et était père de sept enfants.
Dans sa jeunesse, Wheatcroft n'était pas un écolier assidu et possédait à la fin de ses études seulement 18 mois d'enseignement formel. Il préférait prendre son vélo pour aller à Donington Park assister aux courses automobiles d'avant guerre : « Il fallait être là pour savoir à quoi cela ressemblait. Les Mercedes W125 et Auto Union Type D V16 étaient à 270 km/h au milieu de la ligne droite. Le bruit, l'odeur et la vitesse - nous n'avions jamais rien vu de tel auparavant ».
Wheatcroft participa à la Seconde Guerre mondiale en tant que tankiste. À la fin de la guerre, il revint dans sa région et créa avec succès une entreprise de construction.

## Wheatcroft racing

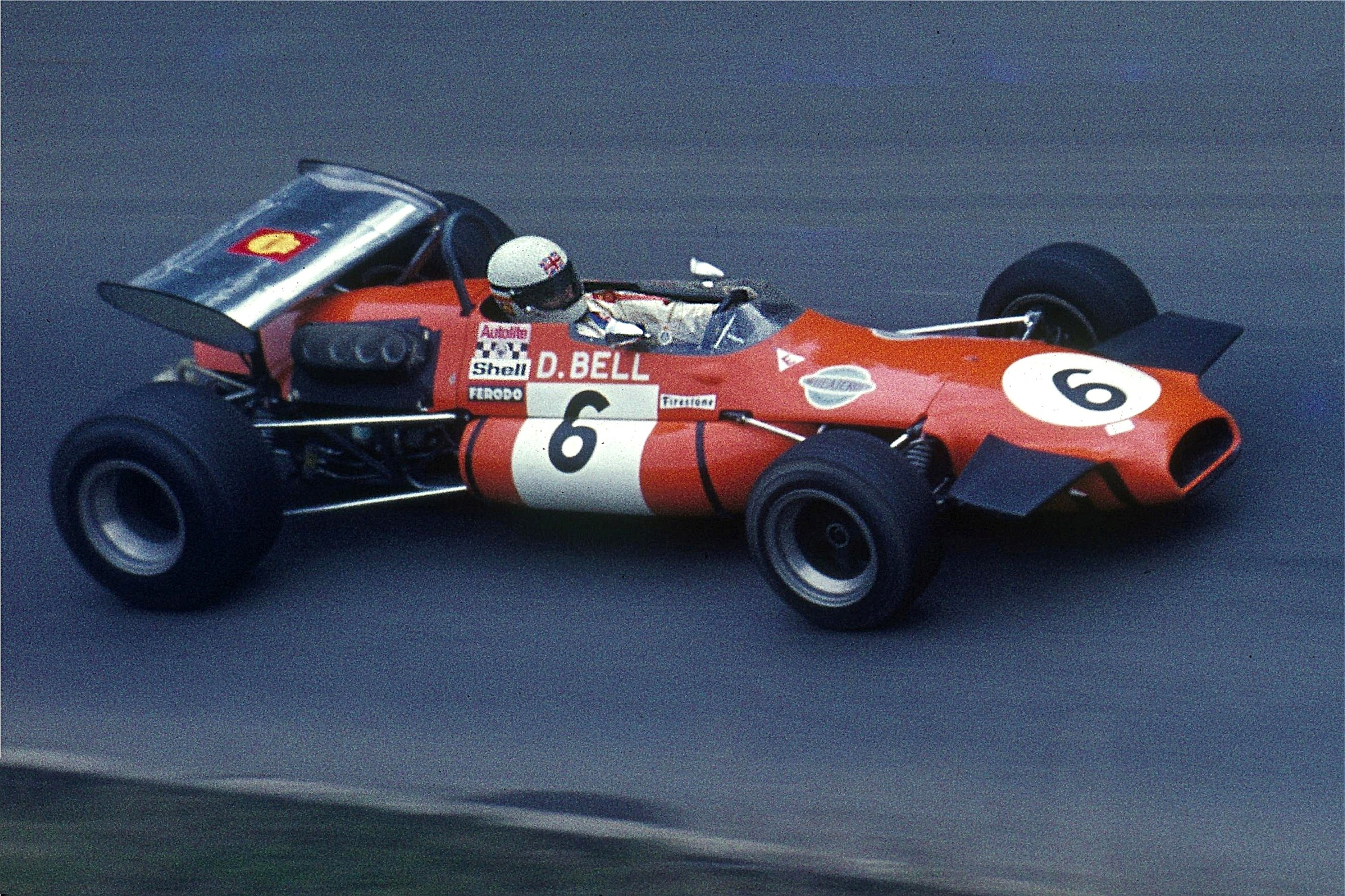
Derek Bell au volant de sa Brabham BT26 Wheatcroft Racing au Nürburgring en 1970.

Ayant fait fortune et commencé sa collection de voitures, Wheatcroft s'engagea plus en avant dans sa passion et créa sa propre écurie de course automobile. En 1970, il acheta une Brabham BT30 qu'il fit piloter par Derek Bell en Formule 2. Cette année-là, Bell termina à la deuxième place du championnat européen. Durant la saison, Wheatcroft acheta une Brabham BT26 qu'il engagea sur quelques Grand Prix de Formule 1, mais avec beaucoup moins de succès.
Il acheta le circuit de Donington Park à Castle Donington en 1971 et ressuscita l'équipe en 1972 en engageant Roger Williamson dans le championnat de Grande-Bretagne de Formule 3, qu'il remporta, et dans certaines courses de Formule 2. En 1973, Wheatcroft parraina Williamson qui disputait le championnat de Formule 1 avec l'écurie March Engineering dirigée par Max Mosley. La carrière du pilote anglais s'acheva après deux Grands Prix : un accident dans le premier tour du Grand Prix de Grande-Bretagne, et un accident au huitième tour du Grand Prix des Pays-Bas qui lui coûta la vie.
Après l'accident, Wheatcroft continua de soutenir des pilotes en Formule Atlantique et Formule 2, dont le champion britannique 1974 de Formule 2 Brian Henton, mais ne ressuscita jamais son équipe.

## Donington Park
En 1971, Wheatcroft se porta acquéreur d'une partie des 1100 acres de la propriété de Donington Park, comprenant le célèbre circuit automobile d'avant guerre, pour la somme de 100 000 livres sterling. À ses propres frais, il reconstruisit le circuit et y déménagea sa collection de voitures, la plus grande collection de voitures de course du monde connue aujourd'hui sous le nom de Donington Grand Prix Exhibition.
En 2007, Wheatcroft délivra un bail de 150 ans pour la location des terres sur lesquelles est construit le circuit à la société Donington Ventures Leisure Ltd, qui avec son soutien parvint à signer un contrat de 10 ans avec Bernie Ecclestone pour que le circuit accueille le Grand Prix de Grande-Bretagne à partir de juillet 2010.
Tom Wheatcroft décéda à l'âge de 87 ans, le 31 octobre 2009, dans sa maison à Arnesby, après une longue maladie.